# Germansk jernalder
Germansk jernalder betegner perioden fra ca. 375 til 750/800 i Nordeuropa. Den foregående periode kaldes Romersk jernalder, men efterhånden som den romerske dominans svækkes i Europa ændres karakteren af de arkæologiske fund, og jernalderen går ind i en ny fase. Den tidlige del af perioden bliver indimellem betegnet som Folkevandringstiden, da den er præget af flere migrationsbølger og invasioner af bl.a. germanske stammer ind i Romerriget. En udvikling der kulminerer med det Vestromerske riges kollaps og etableringen af nye kongeriger i de tidligere romerske provinser i 5. århundrede. Jernalderen afsluttes med begyndelsen på historisk tid, dvs. Vikingetiden i Skandinavien og middelalderen i det øvrige Nordeuropa.
Germansk jernalder inddeles normalt i to faser: ældre germansk jernalder (375-550) og yngre germansk jernalder (550-750). Dateringen af afslutningen på den sidste fase er dog genstand for megen debat, da der i de materielle levn ikke kan spores nogen klar overgang mellem jernalder og vikingetid. Problemstillingen er fx blevet beskrevet således: ”Yngre germansk jernalder og vikingetid knytter forbindelsen mellem forhistorien og middelalderen, og vikingetiden indtager en særstilling som en periode, der studeres af såvel forhistorikere som middelalderarkæologer …”. I Sverige kaldes yngre germansk jernalder Vendeltiden og i Norge Merovingertiden.

## Udviklinger
Klimaet i jernalderen var en smule fugtigere og køligere, end det var i perioderne før og efter. Alligevel voksede befolkningen, og landbruget blev mere effektivt. Der blev anlagt permanente og mere intensivt dyrkede marker til forskel fra den tidligere mere ekstensive drift med lange brakperioder. Mange skove blev fældet, og der opstod for første gang siden istiden større partier med åbent sletteland. På fx Vestegnen på Sjælland stødte de forskellige gårdes marker helt op til hinanden, og der lå flere landsbyer. Andre steder, som fx Nordsjælland var bebyggelsen dog mere spredt og skovvæksten langt mere omfattende. Bøg blev mere udbredt over hele Danmark i netop denne periode.

Udviklingen i landsbyernes struktur, der begyndte allerede i Før-romersk jernalder forsatte; de blev større og mere specialiserede. Der begynder at opstå særlige handelspladser, og langdistancehandlen vokser. De turbulente og krigeriske begivenheder omkring Romerrigets kollaps betød, at mængden af guld voksede i Nordeuropa. Mange guldgenstande er derfor blevet fundet i fx grave og hustomter. Da Romerriget var væk i Vesteuropa, svandt guldmængden atter.
Flere stednavne kan dateres til germansk jernalder. Det drejer sig især om navne med endelserne -lev, -løse, -sted, -inge og -heim. De første byer i Skandinavien blev også grundlagt i denne periode, måske som en kombination af handelsplads, kultcentrum og fyrstesæde. Omkring 600 anlagdes der stormandssæder over hele Sydskandinavien; derved fik eliten bedre kontrol over håndværks- og markedscentrene og derved adgang til flere ressourcer. Magten blev derfor samlet på færre men stærkere hænder, og konturerne til egentlige kongedømmer begyndte at tegne sig. Eksempler på disse nye magtcentre er Lisbjerg ved Århus, Tissø og Lejre på Sjælland og Toftegård ved Strøby på Stevns, samt Järrestad og ikke mindst Uppåkra i Skåne. I tilknytning til de store haller fandtes der både værksteder og helligsteder. Tilsyneladende fungerede de derfor som en parallel til de samtidige pfalzkomplekser, der var regionale kejserlige kongsgårde i Frankerriget. 
I løbet 1990’erne foretoges der omfattende udgravninger på en stormandsgård ved Tissø. Rige fund af luksusgenstande og våben vidner om et aristokratisk miljø med udenlandske kontakter. Fra omkring år 700 voksede stedet i omfang indtil et højdepunkt slutningen af 10. århundrede. De yngste fund stammer fra 1020-1030, og hallen blev tilsyneladende forladt og revet ned omkring det tidspunkt. 

### Folkevandringstid
Den ældre germanske jernalder blev især i ældre historieskrivning kaldt folkevandringstiden, et navn den fik pga. de historiske beretninger om store migrationsbevægelser, først i Romerrigets grænseegne, siden i dets kerneområder. Ifølge kilderne var det især germanske folkeslag der, under presset fra hunnerne, invaderede og bosatte sig på romersk territorium. Hvorvidt det reelt har drejet sig om folkevandringer, eller om der blot har været tale om en udskiftning af magteliten, har dog i de senere år været genstand for diskussion.
Ud fra arkæologiske fund i Sydeuropa har det dog ikke været muligt at konstatere spor efter folkevandringer; fx massiv indvandring fra en fremmed kultur. Og i Nordeuropa findes der ingen tegn på store samfundsomvæltninger på overgangen mellem romersk og germansk jernalder. Der kan dog iagttages en ændring i fordelingen af bosættelserne, der omkring 400 ikke er nær så jævnt fordelt geografisk som tidligere. På nogle lokaliteter, fx på Fyn og i Jylland, kan der konstateres en reel nedgang i antallet af materielle levn, hvilket afspejler den affolkning som fandt sted, da befolkningerne udvandrede som følge af udpining af jorden og hedernes udbredelse. Flere af de mest kostbare guldfund stammer fra denne periode, fx guldhornene., så tydeligvis var nogle få i stand til at akkumulere rigdom. Dog siger dette intet generelt om forholdene i landet.

## Dyreornamentik
I germansk jernalder opstår en ny nordisk stilart, den såkaldte dyrestil. I den ældste form bestod den primært af relativt enkle gengivelser af dyr, men senere udviklede den sig til mere komplicerede former, hvor figurer slyngede sig rundt om hinanden. Denne stilart kan oprindeligt være et romersk eller asiatisk (hunnisk?) indlån, men udvikler sig hurtigt til en særegen nordisk form. Den efterlignes mange steder over hele det germanske område i Europa, hvor den knyttes sammen med oprindelsesmyter som hævder en skandinavisk oprindelse; fx hos langobarderne; den kan således have været benyttet i politisk propaganda. Gennem motiverne kan vi også få indblik i mytologiske forestillinger, da mytiske fortællinger, der kendes fra vikingetiden og middelalderen i flere tilfælde kan genkendes. 

## Religion
Billeder og brudstykker af myter tyder på en høj grad af kontinuitet mellem denne periodes religion, og den yngre nordiske religion, som især kendes fra middelalderlige tekster skrevet på Island. Fund af ofrede genstande viser at moser og fugtige områder blev betragtet som hellige i lighed med tidligere perioder. Det hedenske tempel eller kulthus i Uppåkra i Skåne blev oprindeligt bygget i 200-tallet. Det blev bygget om flere gange i mere end 600 år, men kan allerede i sin første fase have været et hus med religiøs betydning. Tolkninger af billeder og andre religiøse levn er dog kun mulige på grundlag af tilbageslutninger fra yngre kilder, derfor er vor viden om de religiøse forestillinger præget af stor usikkerhed.